# Vệ Khoảnh hầu
Vệ Khoảnh hầu (chữ Hán: 衛頃侯; trị vì: 866 TCN-855 TCN), là vị vua thứ tám của nước Vệ – chư hầu nhà Chu trong lịch sử Trung Quốc.
Vệ Khoảnh hầu là con của Vệ Trinh bá – vua thứ bảy nước Vệ. Năm 867 TCN, Trinh bá mất, ông lên nối ngôi.
Trong thời gian làm vua, ông được  Chu Di vương thăng từ tước bá lên tước hầu. Từ đó nước Vệ là hầu quốc.
Năm 855 TCN, Vệ Khoảnh hầu qua đời. Ông ở ngôi được 12 năm. Con ông là Vệ Ly hầu lên nối ngôi.